# Michael Mmoh
Michael Mmoh (Riad, 10 gennaio 1998) è un tennista statunitense.
Ha vinto in singolare alcuni tornei nei circuiti minori, mentre nei tornei ATP non è mai andato oltre i quarti di finale. Il suo miglior ranking ATP è stata l'81ª posizione in singolare nel settembre 2023. Tra gli juniores ha vinto tre tornei maggiori e nel 2015 ha raggiunto la 2ª posizione mondiale di categoria.

## Biografia
Michael Mmoh è figlio di Tony Mmoh, ex tennista professionista nigeriano. La madre è irlandese trasferitasi nel 2016 in Australia, e Mmoh ha la doppia cittadinanza statunitense e australiana. Nato in Arabia Saudita, vi ha vissuto fino all'età di 13 anni, allorché si è trasferito con la famiglia negli USA. Ha impugnato la prima racchetta a 3 anni.

## Carriera

### Junior
Esordisce nell'ITF Junior Circuit a fine 2011 e nel 2012 vince il doppio del Les Petits As, equivalente ai campionati mondiali juniores insieme a Frances Tiafoe. A marzo dello stesso anno vince i primi titoli in singolare e in doppio in un torneo in Guatemala di Grade 4. Nell'ottobre 2013 vince il primo torneo di Grade A in singolare alla Mayor's Cup di Osaka, e perde la finale di doppio. A fine anno raggiunge la semifinale in doppio e i quarti in singolare al prestigioso Grade A dell'Orange Bowl. Nel gennaio 2014 esce nei quarti di finale in doppio agli Australian Open juniores. A settembre fa parte della squadra statunitense che si aggiudica la Coppa Davis Junior, e contribuisce al successo vincendo tutti e 8 gli incontri disputati. A novembre trionfa in singolare al Grade A Abierto Juvenil Mexicano sconfiggendo tra gli altri Andrej Rublëv. Chiude la stagione vincendo il torneo di doppio all'Orange Bowl in coppia con Stefan Kozlov.
Nel gennaio 2015 perde in semifinale nel torneo di doppio juniores degli Australian Open in coppia con Miomir Kecmanović. Ad aprile viene sconfitto nei quarti di finale da Rublev all'ITF Junior Masters. Al successivo torneo di singolare juniores del Roland Garros elimina tra gli altri Hubert Hurkacz e Reilly Opelka e viene sconfitto in semifinale da Tommy Paul. A Wimbledon raggiunge con Taylor Fritz la semifinale del doppio juniores e ad agosto sale al 2º posto nel ranking mondiale di categoria. Al suo ultimo torneo fra gli juniores, gli US Open 2015, viene eliminato nei quarti di finale da Alex de Minaur. Chiude l'esperienza con un totale tra singolare e doppio di 10 titoli, di cui tre di Grade A.

### Professionisti
Fa le sue prime due apparizioni tra i professionisti nel 2012 e 2013, gioca con maggiore frequenza nel 2014, riceve con Frances Tiafoe una wild-card per il torneo di doppio degli US Open e vince il suo primo incontro nel circuito maggiore, prima di essere eliminato al secondo turno. A ottobre vince il primo torneo in singolare nell'ITF Futures USA F29. Nel 2015 vince altri due tornei ITF e fa il suo esordio nell'ATP Challenger Tour, al suo secondo torneo in questa categoria raggiunge i quarti di finale al Las Vegas Tennis Open. Nel febbraio 2016 supera per la prima volta le qualificazioni in un torneo ATP a Memphis e viene eliminato al primo turno. Ad agosto fa il suo esordio in singolare con una wild card in una prova del Grande Slam agli US Open e viene di nuovo eliminato al primo turno. Dopo aver vinto 5 titoli ITF, a ottobre disputa la sua prima finale Challenger a Tiburon e viene sconfitto da Darian King. Il mese successivo si aggiudica il primo titolo di categoria al Knoxville Challenger, battendo in finale Peter Polansky per 7-5, 2-6, 6-1, risultato che gli consente di entrare per la prima volta nella top 200 del ranking.
Nel luglio 2017 disputa il suo ultimo torneo ITF, il mese dopo vince il secondo torneo Challenger a Lexington, sconfiggendo in tre set John Millman in finale e a settembre porta il best ranking alla 141ª posizione. All'esordio stagionale nel 2018 supera le qualificazioni e vince i primi incontri in un torneo ATP a Brisbane con i successi sul nº 68 del ranking Federico Delbonis e sul nº 33 Miša Zverev, nei quarti di finale raccoglie solo 4 giochi contro Alex de Minaur. A marzo raggiunge il terzo turno al Masters 1000 di Miami battendo il nº 15 del mondo Roberto Bautista Agut e subisce una secca sconfitta da Chung Hyeon. Nel prosieguo della stagione raccoglie discreti risultati nei Challenger di primavera e raggiunge i quarti di finale all'ATP di Los Cabos. A settembre vince due tornei Challenger consecutivi a Columbus e a Tiburon ed entra per una sola settimana nella top 100, in 96ª posizione.
Un infortunio a una spalla lo costringe a stare 4 mesi e mezzo lontano dalle gare dopo gli Australian Open 2019. Rientra a fine maggio e vince solo uno dei primi 11 incontri disputati. Si riprende con un quarto di finale e una finale Challenger, ma non ripete i successi di Columbus e Tiburon e crolla alla 294ª posizione del ranking. Chiude la stagione in 218ª posizione dopo aver vinto il Knoxville Challenger. A settembre aveva inoltre vinto il suo primo titolo da professionista in doppio al Cary Challenger. Gli unici risultati di rilievo del 2020 sono le sue prime due vittorie in tornei del Grande Slam, agli Australian Open ha la meglio su Pablo Andujar e agli US Open sconfigge João Sousa. Nel corso della stagione risale fino alla 167ª posizione del ranking.
Vince un incontro anche agli Australian Open 2021, ma tra fine aprile e fine agosto non vince alcun incontro e torna oltre la 200ª posizione. Per rientrare deve attendere l'aprile 2022, grazie ad alcuni discreti risultati nei Challenger e ai quarti di finale raggiunti al torneo ATP di Houston. Nei mesi successivi disputa tre finali Challenger, perde la prima a Tallahassee, a settembre vince il primo titolo dopo quasi tre anni al Cary Challenger e a novembre perde quella di Drummondville.
Nel 2023 raggiunge per la prima volta il terzo turno in una prova dello Slam agli Australian Open, al secondo turno elimina il rientrante Alexander Zverev e a fine torneo rientra nella top 100. Con i quarti di finale disputati in febbraio a Delray Beach porta il best ranking all'82ª posizione mondiale. Si infortuna al successivo ATP 500 di Acapulco e torna a giocare a fine maggio dopo essere uscito dalla top 100. Accede al tabellone principale di Wimbledon  come lucky loser, vince il suo primo incontro in carriera nel torneo battendo in 4 set il nº 12 ATP Félix Auger-Aliassime ed esce di scena al secondo turno. Nella tournée americana si spinge fino al terzo turno a Washington – e rientra in top 100 – a Winston-Salem e soprattutto agli US Open, dove al primo turno aveva concesso soli 8 giochi al nº 11 del mondo Karen Chačanov. Con questi risultati porta il miglior ranking all'81ª posizione. A ottobre esce di nuovo dalla top 100 e a fine anno perde la finale allo Yokkaichi Challenger.
Il miglior risultato di inizio 2024 sono i quarti di finale raggiunti all'ATP di Montpellier.

## Statistiche
Aggiornate al 18 marzo 2024.

### Tornei minori

#### Singolare

##### Vittorie (10)
| Legenda tornei minori |
| Challenger (6)        |
| ITF (4)               |

| N.  | Data              | Torneo                          | Superficie  | Avversario in finale  | Punteggio        |
| 1.  | 26 ottobre 2014   | USA F29, Brownsville            | Cemento     | Dennis Novikov        | 7–6(5), 6-1      |
| 2.  | 26 luglio 2015    | USA F22, Godfrey                | Cemento     | Jared Hiltzik         | 6-3, 3-6, 7-5    |
| 3.  | 18 ottobre 2015   | USA F30, Houston                | Cemento     | Lucas Gómez           | 6-3, 6-2         |
| 4.  | 20 marzo 2016     | USA F10, Bakersfield            | Cemento     | Casper Ruud           | 6-4, 6(5)–7, 6-1 |
| 5.  | 13 novembre 2016  | Knoxville Challenger, Knoxville | Cemento (i) | Peter Polansky        | 7-5, 2-6, 6-1    |
| 6.  | 6 agosto 2017     | Lexington Challenger, Lexington | Cemento     | John Millman          | 4-6, 7–6(3), 6-3 |
| 7.  | 23 settembre 2018 | Columbus Challenger, Columbus   | Cemento (i) | Jordan Thompson       | 6-3, 7–6(4)      |
| 8.  | 30 settembre 2018 | Tiburon Challenger, Tiburon     | Cemento     | Marcel Granollers     | 6-3, 7-5         |
| 9.  | 10 novembre 2019  | Knoxville Challenger, Knoxville | Cemento (i) | Christopher O'Connell | 6-4, 6-4         |
| 10. | 18 settembre 2022 | Cary Challenger, Cary           | Cemento     | Dominik Koepfer       | 7-5, 6-3         |

##### Sconfitte in finale (7)
| Legenda tornei minori |
| Challenger (5)        |
| ITF (2)               |

| N. | Data              | Torneo                                     | Superficie  | Avversario in finale | Punteggio        |
| 1. | 17 gennaio 2016   | USA F2, Long Beach                         | Cemento     | Yannick Hanfmann     | 4-6, 0-6         |
| 2. | 2 ottobre 2016    | Tiburon Challenger, Tiburon                | Cemento     | Darian King          | 6(5)–7, 2-6      |
| 3. | 9 luglio 2017     | USA F23, Wichita                           | Cemento     | Christian Harrison   | 6-1, 2-6, 5-7    |
| 4. | 15 settembre 2019 | Cary Challenger, Cary                      | Cemento     | Andreas Seppi        | 2-6, 7–6(4), 3-6 |
| 5. | 24 aprile 2022    | Tallahassee Tennis Challenger, Tallahassee | Terra rossa | Wu Tung-lin          | 3-6, 4-6         |
| 6. | 20 novembre 2022  | Challenger de Drummondville, Drummondville | Cemento (i) | Vasek Pospisil       | 6(5)–7, 6-4, 4-6 |
| 7. | 3 dicembre 2023   | Yokkaichi Challenger, Yokkaichi            | Cemento     | Zizou Bergs          | 2-6, 6(2)-7      |

#### Doppio

##### Vittorie (1)
| Legenda tornei minori |
| Challenger (1)        |
| ITF (0)               |

| N. | Data              | Torneo                | Superficie | Compagno       | Avversari in finale                  | Punteggio        |
| 1. | 14 settembre 2019 | Cary Challenger, Cary | Cemento    | Sekou Bangoura | Treat Conrad Huey John-Patrick Smith | 4-6, 6-4, [10-8] |